# Élections sénatoriales de 2014 dans l'Yonne

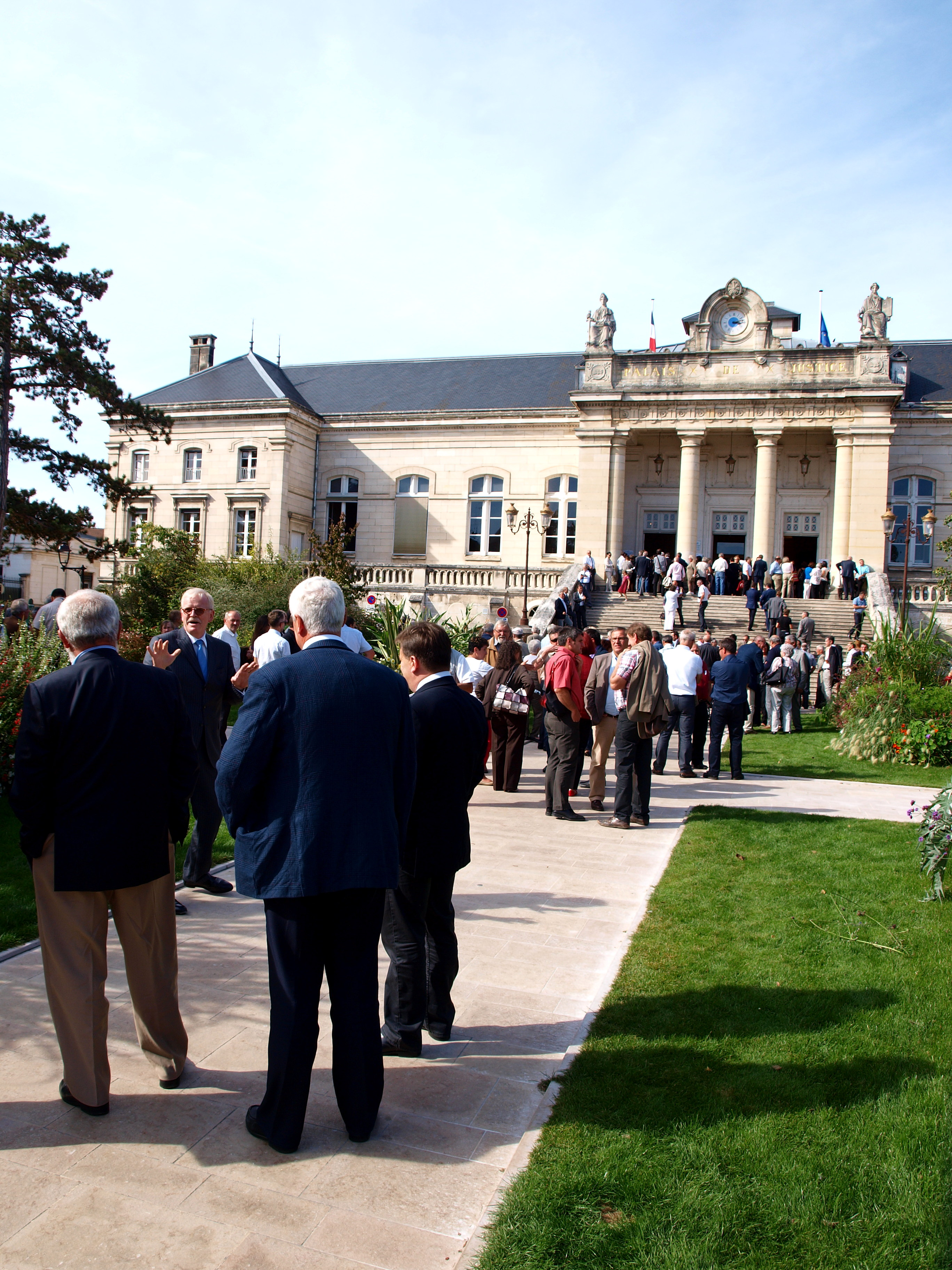
Élections sénatoriales de l'Yonne, au palais de justice d'Auxerre (le 28 septembre 2014) : Les électeurs attendent l'ouverture des bureaux de vote à 15H30 (2e tour)

Les élections sénatoriales de 2014 dans l'Yonne ont lieu le dimanche 28 septembre 2014. Elles ont pour but d'élire les deux sénateurs représentant le département au Sénat pour un mandat de six ans.

## Contexte départemental
Le département de l'Yonne fait partie des départements appartenant, avant la réforme de l'élection des sénateurs, à la série C. La moitié de cette série, dont les sénateurs ont été renouvelés pour la dernière fois en 2004, a été intégrée à la nouvelle série 1 renouvelée en 2011, l'autre moitié, dont l'Yonne, rejoint la Série 2 renouvelable en 2014. Les sénateurs sortants ont donc effectué un mandat de 9 ans, prolongé d'un an par le décalage des élections municipales et sénatoriales de 2007. 
Lors des Élections sénatoriales de 2004 dans l'Yonne, deux sénateurs UMP ont été élus au scrutin majoritaire : Henri de Raincourt et Pierre Bordier. L'un comme l'autre sont à nouveau candidats en 2014 mais sont contestés par de jeunes élus. 
Depuis 2004, le collège électoral, constitué des grands électeurs que sont les sénateurs sortants, les députés, les conseillers régionaux, les conseillers généraux et les délégués des conseils municipaux, a été entièrement renouvelé. 
Le corps électoral appelé à élire les nouveaux sénateurs résulte des élections législatives de 2012 qui ont permis au PS de conquérir l'une des trois circonscriptions du département, les élections régionales de 2010 qui ont conforté la majorité de gauche au conseil régional de Bourgogne, les élections cantonales de 2008 et de 2011 qui ont légèrement érodé la large majorité départementale de droite, et surtout les élections municipales de 2014 qui ont vu un relatif recul de la gauche qui perd notamment Sens, Migennes et Tonnerre.

## Rappel des résultats de 2004
| Candidat et parti politique | Candidat et parti politique | Candidat et parti politique | Premier tour | Premier tour | Second tour | Second tour |
| Candidat et parti politique | Candidat et parti politique | Candidat et parti politique | Voix         | %            | Voix        | %           |
| --------------------------- | --------------------------- | --------------------------- | ------------ | ------------ | ----------- | ----------- |
|                             | Henri de Raincourt          | UMP                         | 629          | 60,54        |             |             |
|                             | Pierre Bordier              | UMP                         | 375          | 36,09        | 410         | 40,12       |
|                             | Jacques Hojlo               | PS                          | 231          | 22,23        | 296         | 28,96       |
|                             | Serge Franchis              | UMP                         | 211          | 20,31        | 316         | 30,92       |
|                             | Guy Bourras                 | UDF                         | 133          | 12,80        | Retrait     | Retrait     |
|                             | Alain Drouhin               | UMP                         | 129          | 12,42        | Retrait     | Retrait     |
|                             | Philippe Pouplet            | PS                          | 119          | 11,45        | Retrait     | Retrait     |
|                             | Hélène Brun                 | PCF                         | 59           | 5,68         | Retrait     | Retrait     |
|                             | Guy Fromentin               | PCF                         | 52           | 5,00         | Retrait     | Retrait     |
|                             | Édouard Ferrand             | FN                          | 13           | 1,25         | Retrait     | Retrait     |
|                             | Claude Moreau               | DIV                         | 5            | 0,48         | Retrait     | Retrait     |
|                             |                             |                             |              |              |             |             |
| Inscrits                    | Inscrits                    | Inscrits                    | 1 067        | 100,00       | 1 067       | 100,00      |
| Abstentions                 | Abstentions                 | Abstentions                 | 11           | 1,03         | 6           | 0,56        |
| Votants                     | Votants                     | Votants                     | 1 056        | 98,97        | 1 061       | 99,44       |
| Blancs et nuls              | Blancs et nuls              | Blancs et nuls              | 17           | 1,61         | 39          | 3,68        |
| Exprimés                    | Exprimés                    | Exprimés                    | 1 039        | 98,39        | 1 022       | 96,32       |

## Sénateurs sortants
| Sénateur | Sénateur           | Parti | Fonctions lors de l'élection en 2004           |
| -------- | ------------------ | ----- | ---------------------------------------------- |
|          | Henri de Raincourt | UMP   | Sénateur sortant, président du conseil général |
|          | Pierre Bordier     | UMP   | Conseiller général, maire de Saint-Fargeau     |

## Collège électoral
En application des règles applicables pour les élections sénatoriales françaises, le collège électoral appelé à élire les sénateurs de l'Yonne en 2014 se compose de la manière suivante:
| Délégués des communes |                        |                       |                       |          |                     |
| | Conseillers municipaux | Délégués / commune    | Communes concernées   | Délégués | % collège électoral |
| Délégués des communes de moins de 9 000 habitants |                        |                       |                       |          |                     |
| - communes de < 100 habitants | 7                      | 1                     | 44                    | 44       | 3,99%               |
| - communes de < 500 habitants | 11                     | 1                     | 247                   | 247      | 22,37%              |
| - communes de < 1500 habitants | 15                     | 3                     | 117                   | 351      | 31,79%              |
| - communes de < 2 500 habitants | 19                     | 5                     | 19                    | 95       | 8,61%               |
| - communes de < 3 500 habitants | 23                     | 7                     | 6                     | 42       | 3,80%               |
| - communes de < 5 000 habitants | 27                     | 15                    | 2                     | 30       | 2,72%               |
| - communes de < 9 000 habitants | 29                     | 15                    | 4                     | 60       | 5,43%               |
| Délégués des communes de 9 000 à 29 999 habitants |                        |                       |                       |          |                     |
| - communes de < 10 000 habitants | 29                     | 29                    | 0                     | 0        | 0,00%               |
| - communes de < 20 000 habitants | 33                     | 33                    | 1                     | 33       | 2,99%               |
| - communes de < 30 000 habitants | 35                     | 35                    | 1                     | 35       | 3,17%               |
| Délégués des communes de 30 000 habitants et plus |                        |                       |                       |          |                     |
| - Auxerre (35 534 hab.) | 39                     | 48                    | 1                     | 48       | 4,35%               |
| Délégués des communes bénéficiant des dispositions particulières pour les communes fusionnées (sauf Auxerre) |                        |                       |                       |          |                     |
| Ancy-le-Franc (4), Arces-Dilo (4), Brienon-sur-Armançon (8), Champignelles (4), Lucy-sur-Cure (2), Monéteau (8), Ouanne (4), Saint-Fargeau (6), Tanlay (5), Thorigny-sur-Oreuse (5), Treigny (4), Vergigny (5), Villiers-Saint-Benoît (2) |                        |                       | 13                    | 61       | 5,53%               |
| Délégués des communes | Délégués des communes  | Délégués des communes | Délégués des communes | 1 046    | 94,75%              |
| Conseillers généraux | Conseillers généraux   | Conseillers généraux  | Conseillers généraux  | 42       | 3,80%               |
| Conseillers régionaux | Conseillers régionaux  | Conseillers régionaux | Conseillers régionaux | 11       | 1,00%               |
| Députés | Députés                | Députés               | Députés               | 3        | 0,27%               |
| Sénateurs | Sénateurs              | Sénateurs             | Sénateurs             | 2        | 0,18%               |
| Total | Total                  | Total                 | Total                 | 1104     | 100.00%             |

1. ↑  Dans les communes de moins de 9 000 le conseil municipal élit en son sein des délégués dont le nombre dépend de la taille de la commune.
2. ↑  Dans les communes de 9 000 à 29 999 habitants, tous les conseillers municipaux sont délégués. Il n'y a pas de délégués supplémentaires
3. ↑  Dans les communes de plus de 30 000 habitants, tous les conseillers municipaux sont délégués et, en complément, le conseil municipal désigne des délégués supplémentaires à raison de 1 par tranche de 800 habitants au-delà de 30 000 habitants
4. ↑  Auxerre bénéficie aussi des dispositions pour commune fusionnée. Ainsi ses 48 délégués se répartissent comme suit: 
  - 3 délégués pour Vaux (669 hab)
  - 39 délégués de droit pour Auxerre hors Vaux (34 865 hab)
  - 6 délégués supplémentaires pour Auxerre hors Vaux
5. ↑  « Dans le cas où le conseil municipal est constitué par application des articles L. 2113-6 et L. 2113-7 du code général des collectivités territoriales relatif aux fusions de communes dans leur rédaction antérieure à la loi n° 2010-1563 du 16 décembre 2010 de réforme des collectivités territoriales, le nombre de délégués est égal à celui auquel les anciennes communes auraient eu droit avant la fusion. » (Code électoral, article L284)

## Présentation des candidats
Les nouveaux représentants sont élus pour une législature de 6 ans au suffrage universel indirect par les grands électeurs du département. Dans l'Yonne, les deux sénateurs sont élus au scrutin majoritaire à deux tours. Ils sont 14 candidats dans le département, chacun avec un suppléant.
| N°  | Candidats | Candidats                      | Parti | Principales fonctions                                                                                 |
| --- | --------- | ------------------------------ | ----- | --- |
| T01 |           | Lyliane Meignen                | DLR   | Maire de Paroy-en-Othe                                                                                |
| S01 |           | Didier Hamelin                 | DLR   | |
| T02 |           | Dominique Vérien               | UDI   | Conseillère régionale, maire de Saint-Sauveur-en-Puisaye                                              |
| S02 |           | Joseph Agache                  | UDI   | Maire de Saint-Martin-du-Tertre                                                                       |
| T03 |           | Claude Dassié                  | FN    | Conseiller municipal de Joigny                                                                        |
| S03 |           | Catherine Dechambre            | FN    | |
| T04 |           | Jean-Philippe Saulnier-Arrighi | DVD   | Président de la CC Cœur de Puisaye, maire de Moulins-sur-Ouanne                                       |
| S04 |           | Anne Jérusalem                 | DVD   | Maire de Chassignelles                                                                                |
| T05 |           | Jean Massé                     | EELV  | Conseiller général, maire de Saints-en-Puisaye                                                        |
| S05 |           | Isabelle Michaud               | PCF   | Conseillère municipale de Joigny                                                                      |
| T06 |           | Isabelle Bourassin-Lange       | DVD   | Conseillère municipale de Joigny                                                                      |
| S06 |           | Bruno Jan                      | DVD   | Maire de Villecien                                                                                    |
| T07 |           | Pierre Bordier                 | UMP   | Sénateur sortant, conseiller général                                                                  |
| S07 |           | Véronique Dujon                | UMP   | Adjointe au maire de Saint-Florentin                                                                  |
| T08 |           | Henri de Raincourt             | UMP   | Sénateur sortant, président de la CC du Gâtinais en Bourgogne, conseiller municipal de Saint-Valérien |
| S08 |           | Aurélie Berger                 | UMP   | Conseillère régionale, maire de Gurgy                                                                 |
| T09 |           | Jean-Louis Druette             | DVD   | |
| S09 |           | Magalie Mortreux               | DVD   | |
| T10 |           | Gérard Lacombe                 | EELV  | Maire de Brosses                                                                                      |
| S10 |           | Brigitte Lancelot              | EELV  | |
| T11 |           | Bernard Moraine                | PS    | Maire de Joigny                                                                                       |
| S11 |           | Muriel Vergès-Caullet          | PS    | |
| T12 |           | Jean-Luc Minier                | PS    | |
| S12 |           | Françoise Martin               | PS    | |
| T13 |           | Catherine Chesseboeuf          | DIV   | |
| S13 |           | Robert Gilette                 | DIV   | |
| T14 |           | Jean-Baptiste Lemoyne          | UMP   | Conseiller général, maire de Vallery                                                                  |
| S14 |           | Noëlle Rauscent                | DVD   | Maire de Domecy-sur-Cure                                                                              |

## Résultats
| Candidat et parti politique | Candidat et parti politique    | Candidat et parti politique | Premier tour | Premier tour | Second tour | Second tour |
| Candidat et parti politique | Candidat et parti politique    | Candidat et parti politique | Voix         | %            | Voix        | %           |
| --------------------------- | ------------------------------ | --------------------------- | ------------ | ------------ | ----------- | ----------- |
|                             | Henri de Raincourt             | UMP                         | 388          | 37,63        | 416         | 39,39       |
|                             | Jean-Baptiste Lemoyne          | UMP                         | 386          | 37,44        | 471         | 44,60       |
|                             | Dominique Vérien               | UDI                         | 242          | 23,47        | 362         | 34,28       |
|                             | Pierre Bordier                 | UMP                         | 196          | 19,01        | Retrait     | Retrait     |
|                             | Jean-Philippe Saulnier-Arrighi | DVD                         | 187          | 18,14        | 168         | 15,91       |
|                             | Bernard Moraine                | PS                          | 174          | 16,88        | 170         | 16,10       |
|                             | Jean-Luc Minier                | PS                          | 94           | 9,12         | Retrait     | Retrait     |
|                             | Jean Massé                     | EELV                        | 76           | 7,37         | 72          | 6,82        |
|                             | Gérard Lacombe                 | EELV                        | 61           | 5,92         | 48          | 4,55        |
|                             | Claude Dassie                  | FN                          | 46           | 4,46         | 29          | 2,75        |
|                             | Jean-Louis Druette             | DVD                         | 27           | 2,62         | Retrait     | Retrait     |
|                             | Lyliane Meignen                | DLR                         | 26           | 2,52         | 20          | 1,89        |
|                             | Isabelle Bourassin-Lange       | DVD                         | 13           | 1,26         | Retrait     | Retrait     |
|                             | Catherine Chesseboeuf          | DIV                         | 6            | 0,58         | Retrait     | Retrait     |
|                             |                                |                             |              |              |             |             |
| Inscrits                    | Inscrits                       | Inscrits                    | 1 101        | 100,00       | 1 101       | 100,00      |
| Abstentions                 | Abstentions                    | Abstentions                 | 21           | 1,91         | 22          | 2,00        |
| Votants                     | Votants                        | Votants                     | 1 080        | 98,09        | 1 079       | 98,00       |
| Blancs                      | Blancs                         | Blancs                      | 11           | 1,02         | 9           | 0,83        |
| Nuls                        | Nuls                           | Nuls                        | 38           | 3,52         | 14          | 1,30        |
| Exprimés                    | Exprimés                       | Exprimés                    | 1 031        | 95,46        | 1 056       | 97,87       |